# Capo Piccolo
Capo Piccolo est un site archéologique situé sur le territoire de Isola di Capo Rizzuto (province de Crotone en Calabre).

## Historique
Le site donne son nom à certains faciès de l'âge du bronze ancien et moyen et est situé sur un promontoire naturellement fortifié surplombant la mer Ionienne, le long de la côte entre les fraziones Capo Rizzuto (it) et Le Castella. Géologiquement, c'est une plate-forme de grès du Pléistocène reposant sur des argiles du Pliocène.

## Fouilles archéologiques
En 1977, une fouille illégale a mis au jour, dans la zone sud-est, du matériel archéologique in situ, de nombreux vases empâtés presque entièrement intacts ont été récupérés. Par la suite, le promontoire a été affecté par diverses interventions de construction illégales qui ont irrémédiablement modifié l'environnement d'origine.
En 1986 et 1988, des tests archéologiques ont été réalisés dans le secteur central du site, identifiant les couches de l'âge de bronze ancien 2 et de bronze moyen 1-2 avec des influences évidentes du Proto-Apennins B des Pouilles et du faciès contemporain de Sicile. L'analyse de la stratigraphie et des matériaux trouvés a permis de reconnaître un faciès local - appelé Capo Piccolo 1 - lié à celui de Cessaniti du promontoire de Tropea. Les niveaux supérieurs du site ont par contre livré des matériaux se référant à un aspect local - faciès Capo Piccolo 2 - du faciès Rodì - Tyndaris - Vallelunga, corrélé à celui de la Torre Sant'Irene du promontoire de Tropea : ici il y a des importations égéennes attribuables à premiers stades de l'Helladique supérieur .
Les trouvailles sont conservées et en partie exposées au Musée archéologique national de Crotone.